# Éric Théophile Tchoumkeu
Éric Théophile Tchoumkeu, est un écrivain et éditeur camerounais. Il est l'auteur de plusieurs romans et recueils de poèmes. Il est le fondateur de la maison d'édition camerounaise Les Editions de Midi.

## Biographie
Éric Théophile Tchoumkeu fait ses débuts en tant qu'employé dans différentes maisons d’édition avant de créer de son entreprise d’édition. En 2018, il publie son premier recueil de poèmes intitulé Entre canicule et rêves aux Éditions Ifrikiya. En 2019, il publie Mon univers intérieur, un recueil de 47 poèmes paru aux éditions de Midi. 
En 2021, il publie son neuvième ouvrage  Les Confidences d'Abakar Ahamat, un ouvrage entretien sur l'homme politique Abakar Ahamat. Par la suite, il se lance dans la littérature pour enfant en publiant en 2021 la bande dessinée The herb of pa’a Essomba suivie en 2022 par l'ouvrage Axel veut apprendre sa langue maternelle, lequel plaide en faveur de la promotion des langues vernaculaires auprès des enfants.

## Œuvres
- Entre canicule et rêves, Éditions Ifrikiya, 2017, 72 p.
- Mon Univers Intérieur, Les Editions de Midi, 2020
- Abakar Ahamat: Une seconde vie active, Les Editions de Midi, 2021
- The herb of pa’a Essomba, Les Editions de Midi, 2021
- Notre révérence aux Héros de la paix et de la Stabilité[5], (sous la dir) Les Éditions de Midi, Yaoundé, 2022, 93 pages (ISBN 978-9956-335-75-6)
- Bon Vent Samuel Eto'o Fils (dir.), 2022
- Axel veut apprendre sa langue maternelle, éditions de Midi, 2022